# Norio Omura
Norio Omura (født 6. september 1969) er en japansk fodboldspiller.

## Japans fodboldlandshold
| Japans landshold | Japans landshold | Japans landshold |
| År               | Kmp              | Mål              |
| ---------------- | ---------------- | ---------------- |
| 1995             | 4                | 0                |
| 1996             | 12               | 2                |
| 1997             | 10               | 2                |
| 1998             | 4                | 0                |
| Total            | 30               | 4                |